# چیمیچاگوآ
چیمیچاگوآ (به اسپانیایی: Chimichagua) یک سکونتگاه مسکونی در کلمبیا است که در بخش سزار واقع شده‌است.

## خصوصیات
چیمیچاگوآ ۱٬۵۶۸ کیلومترمربع مساحت و ۳۱٬۱۱۶ نفر جمعیت دارد.